# لویی پالسن
لویی پالسن (انگلیسی: Louis Poulsen) یک تولیدکنندهٔ تجهیزات نورپردازی دانمارکی است که در سال ۱۸۷۴ میلادی تأسیس شد. نورپردازی لویی پالسن توسط شرکت‌های تابعه، دفاتر توزیع و نمایندگان در سراسر جهان نمایندگی می‌شود. مناطق کلیدی فروش آن‌ها اسکاندیناوی، اروپا، ژاپن و ایالات متحدهٔ آمریکا است. برخی از بهترین طراحان لویی پالسن، آرنه یاکوبسن و پوئل هنینگسن بودند. برخی از محصولات امضاءدار آن‌ها چراغ‌های-پی‌اچ هستند.